# Уштица
Уштица је насељено место у општини Јасеновац, у новској Посавини, Република Хрватска.

## Историја
У Уштици, граничарском месту у другој банској регименти, је у 19. веку постојала православна црква посвећена Св. цару Константину. Парох у месту је 1827. године био поп Георгије Стојнић. Ту је 1863. године било око 500 православних душа. Црквени тутори су те године били Петар Божичић и Петар Ланчевић.
До територијалне реорганизације у Хрватској насеље се налазило у саставу бивше велике општине Новска. Уштица се од распада Југославије до маја 1995. године налазила у Републици Српској Крајини.

## Становништво
На попису становништва 2011. године, Уштица је имала 177 становника.

## Попис 1991.
На попису становништва 1991. године, насељено место Уштица је имало 464 становника, следећег националног састава:
| Попис 1991.‍  | Попис 1991.‍  | Попис 1991.‍ | Попис 1991.‍ | Попис 1991.‍ |
| ------------ | ------------ | ----------- | ----------- | ----------- |
|              |              |             |             |             |
| Срби         | Срби         |             | 234         | 50,43%      |
| Хрвати       | Хрвати       |             | 213         | 45,90%      |
| Југословени  | Југословени  |             | 6           | 1,29%       |
| Муслимани    | Муслимани    |             | 1           | 0,21%       |
| Црногорци    | Црногорци    |             | 1           | 0,21%       |
| неопредељени | неопредељени |             | 4           | 0,86%       |
| непознато    | непознато    |             | 5           | 1,07%       |
| укупно: 464  |              |             |             |             |